# بیستره (ناحیه ریخنوف ناد کنیژنوو)
بیستره (به چکی: Bystré) یک منطقهٔ مسکونی در جمهوری چک است که در ناحیه ریخنوف ناد کنیژنوو واقع شده‌است.